# José Vicente de Freitas
José Vicente de Freitas GCTE • ComA • GCA (Lombo da Estrela, Calheta, Madeira, 22 de Janeiro de 1869 — Lisboa, 4 de Setembro de 1952) foi um militar, cartógrafo e político português ligado ao golpe de 28 de Maio de 1926 e ao governo da Ditadura Nacional que se lhe seguiu.
Republicano conservador e inspirador da União Nacional, entre vários outros cargos políticos foi ministro do Interior, presidente do Ministério (primeiro-ministro) (de 18 de Abril de 1928 a 8 de Julho de 1929) e presidente da Câmara Municipal de Lisboa (1926-1933), lugar de onde é demitido por António de Oliveira Salazar, por ter criticado publicamente a transformação da União Nacional em partido político. Como militar atingiu o posto de general em 1928, com uma boa folha de serviços, entre os quais se incluía um subcomando de brigada na Primeira Guerra Mundial, em terras francesas, numa altura em que já era tenente-coronel.

## Biografia
Natural da Calheta, Madeira, onde nasceu a 22 de Janeiro de 1869, filho de José Joaquim de Freitas e de Sofia Amélia de Freitas. Ingressou na carreira de oficial do Exército, sendo alferes em 1891 e tenente-coronel em 1917. Era coronel aquando do golpe de 28 de Maio de 1926. Depois da sua passagem pela vida política reingressou na carreira militar, terminando-a como comandante da Academia Militar (1935–1939) no posto de general.
Nas suas funções militares coordenou trabalhos de cartografia, entre os quais a realização da Planta de Lisboa com todos os melhoramentos feitos e projectados na cidade (cerca 1910), uma carta de notável qualidade técnica e artística.
Para além do Exército e da Política, dedicou-se também ao ensino, quer como autor de manuais escolares (Desenho) para o ensino secundário quer como organizador de cursos para a escola de cabos e sargentos do Exército. Foi professor da Escola Nacional a partir de 1895, instituição de que foi director depois de 1917.
A 15 de Fevereiro de 1919 foi feito Comendador da Ordem Militar de São Bento de Avis, a 25 de Agosto de 1928 foi agraciado com a Grã-Cruz da Antiga e Muito Nobre Ordem Militar da Torre e Espada, do Valor, Lealdade e Mérito, a 4 de Agosto de 1930 foi agraciado como Cavaleiro de Grã-Cruz da Ordem da Coroa da Itália de Itália, a 5 de Outubro de 1930 foi elevado a Grã-Cruz da Ordem Militar de São Bento de Avis e a 24 de Junho de 1932 foi feito Grande-Oficial da Ordem Nacional do Mérito de Cuba.
Faleceu em Lisboa, com o posto de general do Exército, a 4 de Setembro de 1952.

### Carreira política
De formação republicana inicia a sua participação política sendo nomeado 55.º governador civil do distrito do Funchal de 9 de Fevereiro a 24 de Maio de 1915, a que se seguiu a sua eleição para o cargo de deputado pela Madeira (em 28 de Abril de 1918).
Encabeçou o grupo republicano apoiante do 28 de Maio, com António Osório, João Tamagnini Barbosa, Pestana Lopes e Ferreira Martins, tornando-se numa das figuras cimeiras da Ditadura Nacional que se lhe seguiu.
Inicia a sua carreira ministerial como ministro do Interior a 26 de Agosto de 1927, no ministério presidido por Óscar Carmona. Manteve-se nesse cargo até 18 de Abril de 1928, data em que assume a presidência do Ministério na sequência da eleição de Óscar Carmona para presidente da República. Foi presidente do Ministério de 18 de Abril de 1928 a 8 de Julho de 1929, acumulando a pasta do Interior que já anteriormente detinha.
No ministério por si presidido, foi ministro das Finanças interino de 18 a 26 de Abril de 1928, sendo substituído nesse cargo por António de Oliveira Salazar que, formalmente a seu convite, entra na vida política, iniciando o percurso que o conduzirá à chefia do Governo e do Estado Novo.
Foi nomeado presidente da Câmara Municipal de Lisboa.
Quando era presidente da Câmara de Municipal de Lisboa, em conjunto com o tenente-coronel Pestana de Vasconcelos, director do jornal O Portugal, toma a iniciativa de criar uma União Nacional Republicana, inspirada no modelo espanhol da União Patriótica de Primo de Rivera. Tenta igualmente, com os oficiais mais jovens que tinham participado no golpe do 28 de Maio de 1926, criar a Liga Nacional 28 de Maio.
Em 1933, no âmbito da discussão do projecto de Constituição, depois de ter sido recebido por Salazar a 19 de Janeiro, a quem anunciou a intenção de dirigir ao presidente da República um exposição contra o projecto, a 12 de Fevereiro, dirige uma carta a Óscar Carmona que foi publicada em O Século. Nessa exposição considera expressamente que dentro do 28 de Maio, além de uma corrente nacionalista, há outra "francamente republicana que sem, de maneira nenhuma defender o regresso à desordem política criada pela Constituição de 1911, é francamente liberal e democrática". Critica assim a perspectiva dominante, que defendia a transformação da União Nacional em partido político, por temer que se assim acontecesse os "seus aderentes constituiriam uma casta privilegiada que pretenderia confundir-se com o Estado". A exposição termina, afirmando que a " (…) a Assembleia Nacional a eleger será de facto nomeada na sede da União Nacional e no Ministério do Interior e representará, não a vontade da nação, mas a vontade do Governo (…) se o Estado tem realmente de ser forte, o pensamento não pode deixar de ser livre".
Em consequência dessa posição pública, que teria sido redigida conjuntamente, ou pelo menos inspirada, por António Osório, é demitido por Salazar, que emite em 15 de Fevereiro uma nota oficiosa onde o acusa de incoerência depois de, em 21 de Maio de 1932, ter aderido publicamente à União Nacional, concordando com a sua orientação. José Vicente de Freitas respondeu reafirmando o seu convencimento numa posterior alteração e na certeza de que a mesma não seria transformada em partido político.